# Angulocarinella
Angulocarinella es un género de foraminífero planctónico de la subfamilia Helvetoglobotruncaninae, de la familia Hedbergellidae, de la superfamilia Rotaliporoidea, del suborden Globigerinina y del orden Globigerinida. Su especie tipo es Praeglobotruncana aumalensis. Su rango cronoestratigráfico abarca desde el Cenomaniense medio hasta el Coniaciense inferior (Cretácico superior).

## Descripción
Angulocarinella incluía especies con conchas trocoespiraladas, de forma biconvexa a cóncavo-convexa; sus cámaras eran ovaladas comprimidas; sus suturas intercamerales eran rectas e incididas en el lado umbilical, y curvas y niveladas o ligeramente incididas en el lado espiral; su contorno era redondeando o subpoligonal, y lobulado; su periferia era subaguda o ligeramente truncada; su ombligo era moderadamente amplio; su abertura era interiomarginal, umbilical-extraumbilical, en forma de arco bajo y protegida con un pórtico; presentaba pared calcítica hialina, macroperforada con baja o alta densidad de poros, con la superficie pustulada.

## Discusión
El género Angulocarinella no ha tenido mucha difusión entre los especialistas. La mayor parte de sus especies son incluidas en el género Praeglobotruncana, pero tienen características que, por no presentar carena, recuerdan más al género Globotruncanella del Maastrichtiense. Clasificaciones posteriores incluirían Angulocarinella en la familia Globotruncanellidae y en superfamilia Globigerinoidea.

## Paleoecología
Angulocarinella incluía foraminíferos con un modo de vida planctónico, de distribución latitudinal cosmopolita, y habitantes pelágicos de aguas intermedias a profundas (medio mesopelágico superior a batipelágico superior).

## Clasificación
Angulocarinella incluye a las siguientes especies:
- Angulocarinella archaeocretacea †
- Angulocarinella aumalensis †
- Angulocarinella inornata †